# 东弗里斯兰地区莱尔
东弗里斯兰地区莱尔（德語：Leer (Ostfriesland)），简称莱尔（德語：Leer，發音：[leːɐ̯] ⓘ；东弗里斯兰语：Lier），是德国下萨克森州莱尔县的城市，也是莱尔县的县治，面积70.11平方千米，2023年12月31日人口为35,163人。莱尔是东弗里斯兰继埃姆登和奥里希之后的第三大城市，有通往荷兰的格罗宁根以及德國埃姆登、不来梅等地的铁路和高速公路 。